# كمال جونسون
كمال جونسون (بالإنجليزية: Kamal Johnson)‏ هو لاعب كرة قدم أمريكية أمريكي، ولد في 9 ديسمبر 1991 في نيوآرك في الولايات المتحدة.

## وصلات خارجية
- كمال جونسون على موقع مرجع كرة القدم المحترفة.كوم (الإنجليزية)